# آندره بازن

آندره بازن

آندره بازن (به فرانسوی: André Bazin) (۱۸ آوریل ۱۹۱۸ – ۱۱ نوامبر ۱۹۵۸) نظریه‌پرداز و منتقد فرانسوی فیلم بود که با رشته‌ای از مقالات به ایجاد و تأسیس نظریه‌ای موسوم به نظریه میزانسن همت گماشت. او در آنژه به دنیا آمد. بازن به همراه ژاک دونیول والکروز در سال ۱۹۵۱ نشریهٔ کایه دو سینما (Cahiers du cinéma) یا دفترهای سینمایی را تأسیس کردند. در این نشریه بسیاری از منتقدین و فیلمسازان آیندهٔ موج نوی فرانسه مقالاتی نگاشتند. او خود در این نشریه مقالاتی نگاشت که عموماً پس از مرگش به صورت کتاب‌هایی منتشر شدند.

## نظریات
آندره بازان را یک نظریه‌پرداز واقع‌گرا در سینما می‌خوانند. او اعتقاد شدیدی به استفاده از نماهای باز و برداشت‌های بلند داشت. به عبارتی به جای بهره بردن از مونتاژ و تقطیع نماها به میزانسن و استفاده از عمق نما باور داشت. او همچنین اعتقاد داشت که سینماگر باید دیدگاه‌های شخصی و سبک منحصر به خود را دنبال کند از این رو بر روی فرانسوا تروفو و نظریهٔ مؤلف تأثیر فراوانی گذاشت.
به اعتقاد او، واقعیت طبیعی دارای لایه‌های متعدد و پیچیده‌ای است که در مونتاژ، این لایه‌ها به منظور انتقال یک معنای خاص، تقطیع و ساده‌سازی می‌شوند. این عمل، به باور بازن، به معنای تحریف واقعیت است. او بر این باور بود که مخاطب توانایی و حق انتخاب دارد تا از میان لایه‌های مختلف واقعیت، معانی و مفاهیم شخصی خود را استخراج کند. در واقع، بازن معتقد بود که سینما باید به واقعیت نزدیک‌تر باشد و از تقطیع و دستکاری بیش از حد آن پرهیز کند.

## علت مرگ
بازن از سرطان خون رنج می‌برد که برای اولین بار علت بیماری او در سال ۱۹۵۴ تشخیص داده شد و در نهایت در ۱۱ نوامبر ۱۹۵۸ در سن چهل سالگی در نوژان سور مرن در نزدیکی پاریس چشم از جهان فروبست.

## نظر ژان رنوآر دربارهٔ بازن
ژان رنوآر کارگردان بزرگ فرانسوی که همیشه مورد ستایش بازن بود، دربارهٔ او گفته‌است: «ما آثار او را مشتاقانه می‌خواندیم و او بود که انگیزه‌های ناخودآگاه ما را برای ما ملموس می‌ساخت. بازن از طریق نظم و ترتیب دادن به جریاناتی که در سینمای فرانسه حکمفرما بودند، به تکوین یک هنر ملی کمک کرد. او وجدان ما بود. در زندگی حرفه‌ای خود من مواردی پیش آمده که در بعضی پروژه‌هایم تغییر و تحولاتی با در نظر داشتن اینکه بازن درمورد فیلم تمام شده چه نظری خواهد داشت، انجام داده‌ام.»

## نقدی بر نظر بازن در خصوص برداشت بلند
اسلوب برداشت بلند، اگرچه یکی از ابزارهای قدرتمند سینما برای ایجاد واقع‌گرایی و ایجاد حس حضور مخاطب در صحنه است، اما به تنهایی نمی‌تواند تمامی نیازهای روایتگری را برآورده کند. در برخی موارد، استفاده از برداشت‌های کوتاه‌تر یا چند دوربینی می‌تواند به نمایش بهتر ابعاد مختلف یک صحنه، ایجاد ریتم متنوع و یا تأکید بر جزئیات خاص کمک کند.
در واقع، بازن با تاکید بر قابلیت‌های برداشت بلند در نمایش واقعیت، گاهی ابعاد دیگری از روایتگری را نادیده می‌گیرد. برای مثال، یک برداشت کوتاه می‌تواند با تغییر زاویه دوربین، به مخاطب امکان دهد تا کنش را از زوایای مختلف مشاهده کرده و درک عمیق‌تری از آن پیدا کند. همچنین، استفاده از چندین دوربین به طور همزمان می‌تواند به نمایش همزمان چندین رویداد و ایجاد حس پیچیدگی در روایت کمک کند.
بنابراین، انتخاب بین برداشت بلند و کوتاه، به عوامل مختلفی از جمله نوع داستان، سبک کارگردانی و هدف مورد نظر بستگی دارد. هر کدام از این روش‌ها مزایا و محدودیت‌های خاص خود را دارند و استفاده ترکیبی از آن‌ها می‌تواند به خلق یک اثر سینمایی غنی‌تر و پیچیده‌تر کمک کند.